# پرچم مصر

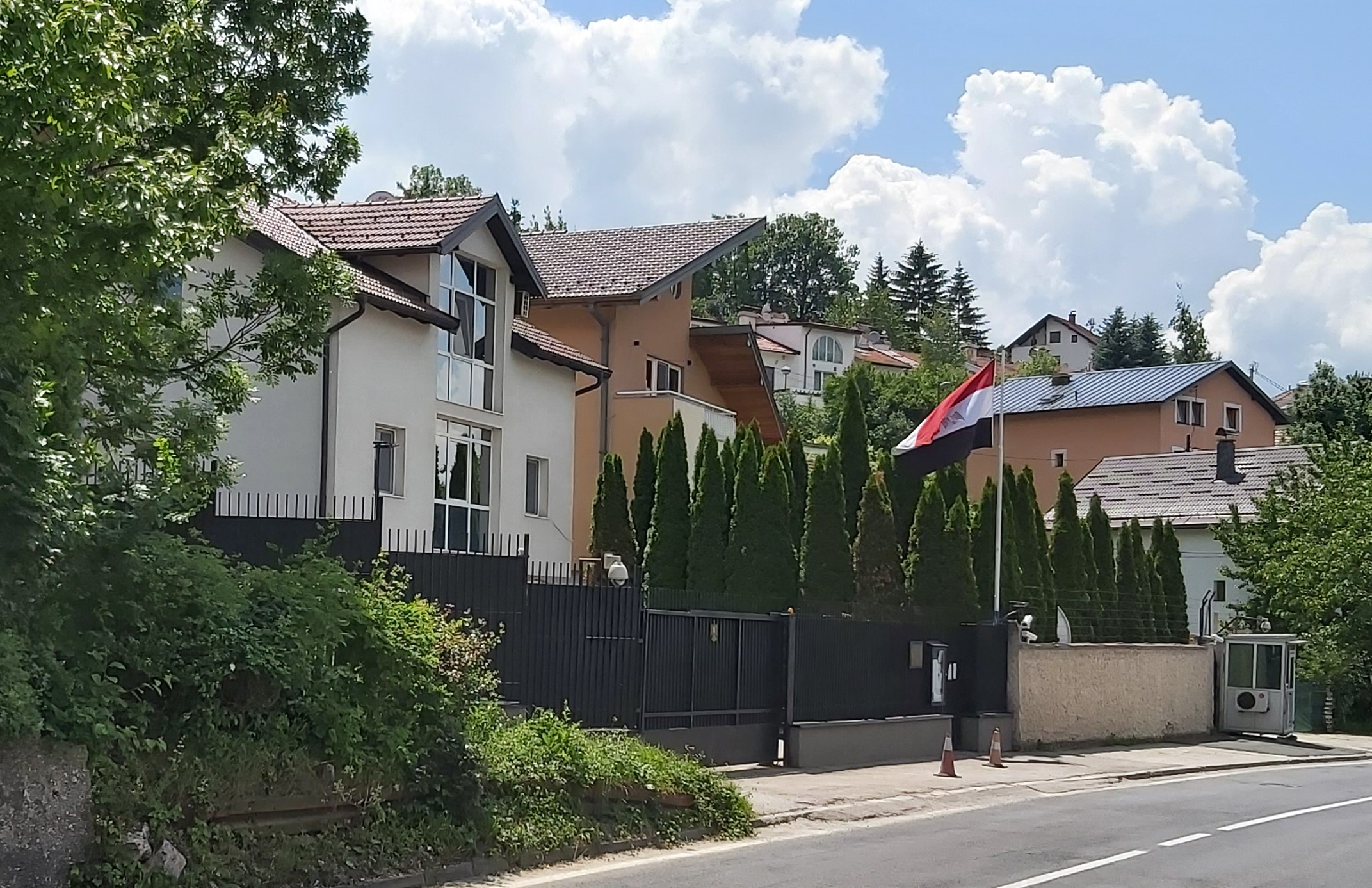
پرچم مصر در سفارت مصر در سارایوو

پرچم مصر (به عربی: عَلَمْ مِصر [ˈʕælæm mɑsˤɾ]) یک پرچم سه رنگ متشکل از سه نوار افقی مساوی قرمز، سفید و سیاه پرچم انقلاب مصر است که به انقلاب ۱۹۵۲ مصر بازمی‌گردد. این پرچم دارای نشان ملی مصر، عقاب مصری صلاح‌الدین است که در میانه نوار سفید قرار دارد.

## نگارخانه
